# Hotel Suís (Sant Celoni)
L'Hotel Suís és una obra eclèctica de Sant Celoni (Vallès Oriental) inclosa a l'Inventari del Patrimoni Arquitectònic de Catalunya.

## Descripció
Edifici civil de tipologia entre parets mitgeres, amb tres façanes, una a la plaça i dos als carrers laterals. És una edificació de planta baixa i dos pisos, les façanes són planes i de composició simètrica, els elements formals donen al conjunt un caràcter neoclàssic.

## Història
Edifici situat en l'eix longitudinal de la Plaça de l'Ajuntament. Aquesta plaça és l'espai urbà més interessant del nucli antic.